# Craig (Alaska)
Pour les articles homonymes, voir Craig.
Craig est une localité d'Alaska aux États-Unis dans la Région de recensement de Prince of Wales - Outer Ketchikan dont la population est de 1 240 habitants en 2011.

## Géographie

### Situation
Craig est située sur une petite île se trouvant sur la côte ouest de l'île du Prince-de-Galles, laquelle est reliée par un court isthme. Elle est à 50 km d'Hollis par la route, à 90 km à vol d'oiseau de Ketchikan et à 354 km au sud de Juneau.

### Démographie
| 1920 | 1930 | 1940 | 1950 | 1960 | 1970 |
| ---- | ---- | ---- | ---- | ---- | ---- |
| 212  | 231  | 505  | 374  | 273  | 272  |

| 1980 | 1990  | 2000  | 2010  | - | - |
| ---- | ----- | ----- | ----- | - | - |
| 527  | 1 260 | 1 397 | 1 201 | - | - |

### Climat
Les températures vont de 0 °C à 6 °C en janvier et de 9 °C à 17 °C en juillet.
| Mois                                  | jan.     | fév.     | mars     | avril   | mai     | juin    | jui.    | août    | sep.    | oct.    | nov.     | déc.     | année    |
| ------------------------------------- | -------- | -------- | -------- | ------- | ------- | ------- | ------- | ------- | ------- | ------- | -------- | -------- | -------- |
| Température minimale moyenne (°C)     | 0,6      | 0,1      | 0,4      | 2,9     | 6,1     | 9       | 11,1    | 11,5    | 9,1     | 5,4     | 2,4      | 0,8      | 4,9      |
| Température moyenne (°C)              | 2,3      | 2,3      | 2,9      | 5,7     | 8,9     | 11,3    | 13,2    | 13,8    | 11,4    | 7,6     | 4,2      | 2,6      | 7,2      |
| Température maximale moyenne (°C)     | 4,1      | 4,4      | 5,4      | 8,4     | 11,7    | 13,7    | 15,4    | 16,1    | 13,8    | 9,9     | 6,1      | 4,2      | 9,4      |
| Record de froid (°C) date du record   | −19 1947 | −15 1947 | −16 1951 | −9 1943 | −5 1941 | −1 1953 | 3 1941  | 1 1953  | −1 1941 | −5 2012 | −12 2006 | −17 1949 | −19 1947 |
| Record de chaleur (°C) date du record | 18 2018  | 23 1999  | 17 1994  | 23 2005 | 30 1947 | 28 2012 | 26 1952 | 29 2005 | 24 1942 | 23 1995 | 15 2002  | 14 2017  | 30 1947  |
| Précipitations (mm)                   | 230,6    | 175,3    | 206,2    | 181,9   | 139,7   | 100,6   | 129,8   | 186,4   | 264,9   | 333,2   | 313,4    | 275,8    | 2 537,8  |
| Nombre de jours avec précipitations   | 23,1     | 16,2     | 20,5     | 20,6    | 17,2    | 17,6    | 16,8    | 19,7    | 20,7    | 24,3    | 24,4     | 22,5     | 243,6    |

## Histoire - activités
Les Tlingits et les Haïdas vivaient là depuis longtemps, et exploitaient les ressources locales. Ce sont les Haïdas qui ont les premiers aidé Craig Miller à ouvrir un établissement de salaison de poisson, sur l'île Fish Egg, en 1907. En 1912, l'école, la poste, une scierie et une conserverie de saumon ouvrirent à leur tour. La conserverie a eu une très grande activité pendant la Première Guerre mondiale, et jusqu'en 1930, à cause de la qualité du poisson pêché, entraînant un afflux de population. Mais dès 1950, la raréfaction des saumons a fait baisser le rendement de cette industrie. Toutefois, une scierie, construite à quelques miles de Craig par Ed Head, a permis de stabiliser l'emploi local.
Craig possède un aéroport (Craig Seaplane Base, code AITA : CGA).